# Jindřich Fügner
Jindřich Fügner, nazwisko rodowe Heinrich Fügner (ur. 12 września 1822 w Pradze, zm. 15 listopada 1864 tamże) – czeski działacz sportowy i współzałożyciel czeskiego towarzystwa sportowego Sokół.

## Życiorys
Urodził się w Pradze w rodzinie handlarza tkanin.
Uczył się w gimnazjum, ale w piątej klasie musiał porzucić szkołę, gdyż jego zachowanie było wielką przeszkodą w dokończeniu nauki. Pierwotnie z powodzeniem prowadził przedsiębiorstwo handlowe (od 1849), później ubezpieczeniowe.
Z pracy nie był zadowolony, dlatego dalej kształcił się sam, przede wszystkim w muzyce (grał na fortepianie i organach), matematyce, historii, oraz filozofii.
Spotkanie z Miroslavem Tyršem zapoczątkowało wielką przyjaźń, której zwieńczeniem było powstanie organizacji sportowej Sokół Praski. Także stał się pierwszym naczelnikiem tego stowarzyszenia. W tej funkcji pokazał się jako wybitny organizator, bezinteresowny, szczodry choć anonimowy darczyńca wszystkich wyraźnych interesów gospodarczych Sokoła i prawdziwy demokrata.
Brał wielki udział przy budowie pierwszej sali gimnastycznej w Pradze na ulicy Żytnej.
Zmarł w wieku 42 lat.